# 로스트프로펫츠

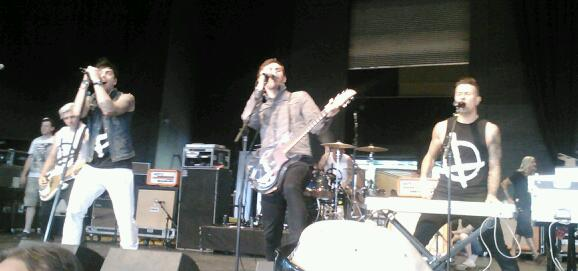
2012년 7월 공연 모습

로스트프로펫츠(Lostprophets)는 폰티프리드 출신의 웨일스의 록 밴드이다. 1997년 가수이자 작사가 이안 왓킨스와 기타리스트 리 게이즈가 결성했다. 이 밴드는 전 밴드 플레시바인드(Fleshbind)가 해체되면서 설립되었다. 나중에 마이크 루이스(기타)와 마이크 치플린(드럼)이 들어왔다.

## 디스코그래피
- The Fake Sound of Progress
- Start Something
- Liberation Transmission
- The Betrayed
- Weapons